# Irene Papas
Irene Papas (görög betűkkel: Ειρήνη Παππά[ς], magyaros átírásban: Iríni Pappá[sz]; (Hiliomódi, 1929. szeptember 3. – Hiliomódi, 2022. szeptember 14.) görög színésznő, énekesnő, leánykori neve Iríni Leleku, 1943–1947 között Alkis Papas görög filmrendező felesége.

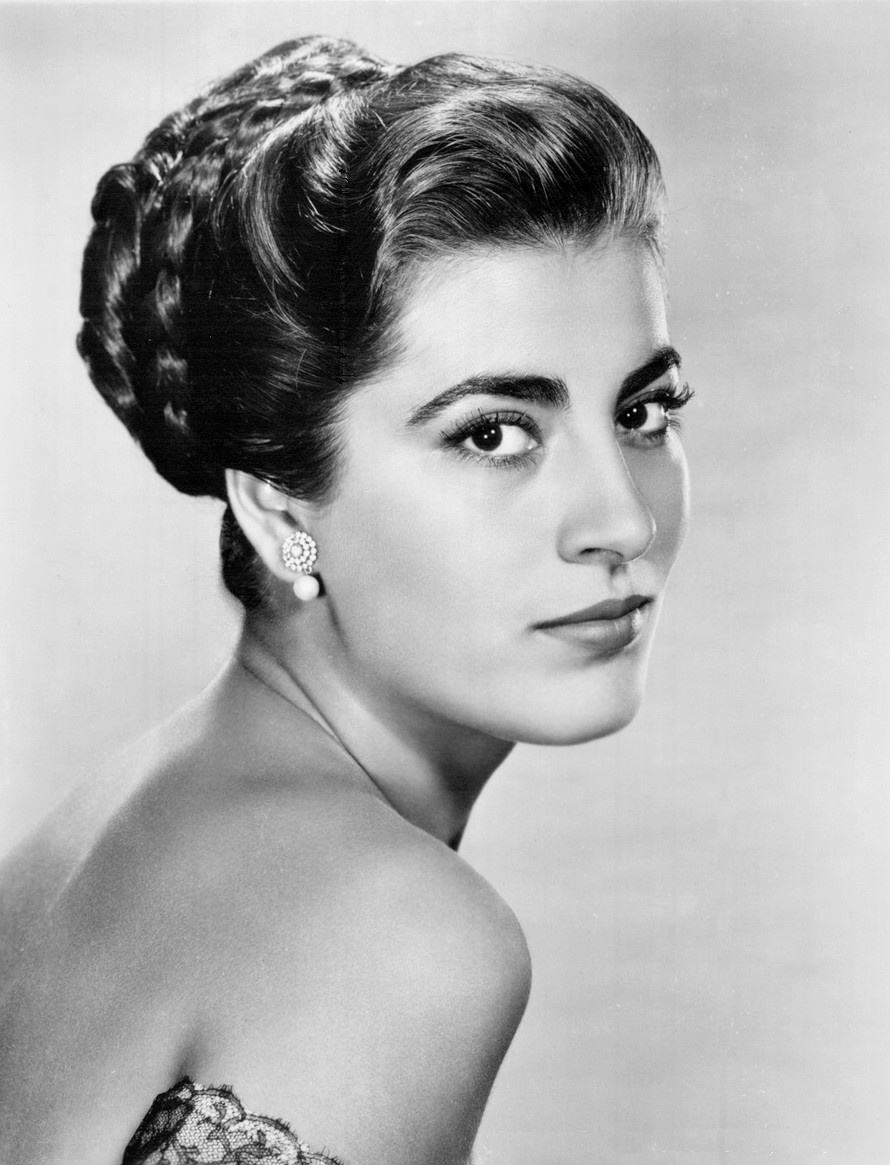
1956-ban

## Élete
Főiskolai tanulmányait a Drámai Művészeti Főiskolán végezte Athénban. 1948 óta szerepelt színpadon Athénban, majd New Yorkban.
Színészi karrierje 1948-ban kezdődött. Az ötvenes években már folyamatosan forgatott, és szupersztárrá az 1964-es „Zorba, a görög” című film tette.
Énekesnőként is sikeres volt: 1969-ben egy lemezen 11 Míkisz Theodorákisz-dalt énekelt el. Több alkalommal dolgozott együtt Vangelisszal is: 1979-ben jelent meg „Ódák” című lemeze, melyen nyolc görög népdalt énekelt el, hét után pedig a „Rapszódiák” (hét bizánci himnusz).

## Filmjei
- 1951 – Halott város
- 1953 – Hűtlen asszonyok
- 1954 – Attila
- 1955 – Teodóra
- 1956 – Váltságdíj (Tribute to a Bad Man)
- 1961 – Antigoné
- 1961 – Navarone ágyúi
- 1962 – Elektra
- 1964 – Zorba, a görög
- 1965 – A holdsugárszövők
- 1965 – Keserű fű
- 1966 – Lépcsők (Ta skalopatia)
- 1968 – Mindenkinek a magáét (A ciascuno il suo)
- 1968 – Odüsszeia (Odissea)
- 1968 – Testvérek (The Brotherhood)
- 1969 – Z, avagy egy politikai gyilkosság anatómiája (Cronaca di una morte annunciata)
- 1969 – Anna ezer napja (Anne of the Thousand Days)
- 1969 – Egy királyi álom (A Dream of Kings)
- 1971 – Trójai nők (The Trojan Women)
- 1973 – Az ötödik támadás (Sutjeska)
- 1975 – Mózes, a törvényhozó (Moses the Lawgiver)
- 1977 – Iphigéneia
- 1978 – Noces de sang (Vérnász)
- 1979 – Krisztus megállt Ebolinál (Cristo si è fermato a Eboli)
- 1981 – A sivatag oroszlánja (Lion of the Desert)
- 1983 – Erendira
- 1985 – Bele az éjszakába
- 1985 – The Assisi Underground
- 1985 – Ármány és szőke
- 1985 – Édes haza
- 1987 – Egy előre bejelentett gyilkosság krónikája (Cronaca di una morte annunciata)
- 1987 – A gyermek, akit Jézusnak hívtak - A titok
- 1987 – High Season
- 1989 – A sziget
- 1989 – A bankett
- 1991 – Drumus of fire
- 1992 – Zoe
- 1992 – Levél Párizsból
- 1993 – Fel, le és oldalt
- 1994 – Jákob
- 1996 – Parti
- 1997 – Odüsszeia (tv-film)
- 1998 – Yerma
- 2001 – Corelli kapitány mandolinja
- 2003 – (Um filme falado)
- 2003 – Utazás Bombay-be

## Díjai, elismerései
- Rodolfo Valentino-díj (1996)

## További információ
- Irene Papas a PORT.hu-n (magyarul)
- Irene Papas az Internetes Szinkronadatbázisban (magyarul)
- Irene Papas az Internet Movie Database-ben (angolul)
- Irene Papas a Rotten Tomatoeson (angolul)
- Irene Papas az AlloCiné weboldalán (franciául)
- Irene Papas Profile. famousfix.com. (Hozzáférés: 2023. február 18.)